# Władysław Szelka
Władysław Szelka ps. „Borsuk”, „Czajka” (ur. 25 listopada 1907 w Niebieszczanach, zm. 22 lipca 1944 pod Sanokiem) – podoficer piechoty Wojska Polskiego, podporucznik czasu wojny Związku Walki Zbrojnej–Armii Krajowej, Sprawiedliwy wśród Narodów Świata.

## Życiorys
Urodził się 25 listopada 1907 w Niebieszczanach. Był ostatnim, ósmym dzieckiem Józefa (miejscowy rolnik, w latach 1900–1906 przebywający w Stanach Zjednoczonych w celach zarobkowych) i Agaty z domu Koczera. Miał m.in. bratai Kazimierza.
W rodzinnej wsi ukończył cztery klasy szkoły podstawowej. W roku szkolnym 1920/1921 uczęszczał do I klasy w Państwowym Gimnazjum im. Królowej Zofii w Sanoku i został uznany za ucznia nieuzdolnionego (nie zaliczył także egzaminu poprawkowego). Około 1930 został zawodowym żołnierzem Wojska Polskiego. Służył w sanockim 2 Pułku Strzelców Podhalańskich. W jednostce był wychowawcą i instruktorem. Od 1935 w stopniu plutonowego pracował jako instruktor wychowania fizycznego w Powiatowej Komendzie Przysposobienia Wojskowego w Lesku. Uchodził za wszechstronnego wychowawcę młodzieży na całym obszarze powiatu leskiego. Był też prowadzącym zajęcia sportowe w leskim Polskiego Towarzystwa Gimnastycznego „Sokół”. Przed 1939 został przeniesiony na inne stanowisko. Pełnił stanowisko dowódcy placówki straży granicznej koło Stanisławowa. W okresie międzywojennym otrzymał Państwową Odznakę Sportową. Według różnych wersji do 1939 był w stopniu plutonowego. lub sierżanta.
3 października 1931 ożenił się Zofią z domu Posadzką (ur. 15 maja 1912 w Pisarowcach), z którą miał dzieci Waldemara (ur. 1931) i Alinę (ur. 1937). W Niebieszczanach wraz z żoną prowadził sklep, a wspólnie z Janem Gołdą zainicjował wybudowanie Domu Ludowego
Po wybuchu II wojny światowej w 1939 uczestniczył w kampanii wrześniowej w szeregach macierzystej jednostki. Po klęsce polskiej wojny obronnej wrócił do Niebieszczan, gdzie przebywała już jego żona Zofia z dziećmi. Po nastaniu okupacji niemieckiej zaangażował się w działalność konspiracyjną, organizując przy sobie żołnierzy WP. Był aktywny na polu wspierania osób udających się przez zieloną granicę na Węgry. Zwerbowany przez Alojzego Bełzę ps. „Alik” przystąpił do organizacji Miecz i Pług. Na wiosnę 1940 został zaprzysiężony do Związku Walki Zbrojnej przez por. Stanisława Zielińskiego. W podziemiu posługiwał się pseudonimami „Borsuk” i „Czajka”. W ramach obwodu ZWZ Sanok w 1940 był organizatorem placówki w Niebieszczanach, a w czerwcu tego roku objął stanowisko dowódcy tej jednostki. Oddział liczył średnio ok 40 ludzi, dowódcy podlegały plutony (w 1942 cztery), drużyny, a jego zastępcą był Jerzy Jasiński ps. „Kadłubek”. Intensywnie prowadził szkolenia swoich żołnierzy (m.in. w tajnym kursie podoficerskim, wiosną 1943), wywiad wojskowy, działalność nasłuchową w radio oraz propagandową. Był także oficerem dywersji w Obwodzie AK Sanok. Od 1942 poszukiwała go gestapo. Mimo aresztowań, w tym po zatrzymaniu przez Niemców komendy Obwodu Sanok zimą 1942, jego placówka dzięki utrzymywaniu ścisłej konspiracji pozostawała nienaruszona i uchodziła za dysponującą doskonałym zabezpieczeniem konspiracji. Po utworzeniu Armii Krajowej pozostawał komendantem placówki nr 5 w Niebieszczanach. Służył w stopniu sierżanta oraz podporucznika czasu wojny. Szelka był inicjatorem ukrywania w swojej wsi poszukiwanych przez Niemców osób, schronienie znaleźli tam m.in. ocalony z egzekucji na górze Gruszka w 1940 Jan Schaller, od stycznia 1943 zbiegły z Zwangsarbeitslager Zaslaw dr Leon Penner z żoną i córką oraz Rosjanie wcześniej przetrzymywani w stalagu w Olchowcach i w stalagu w Rymanowie, a także członkowie konspiracji obwodu ZWZ-AK Sanok). Od 1943 wraz z podkomendnymi przygotowywał się do akcji „Burza”. 

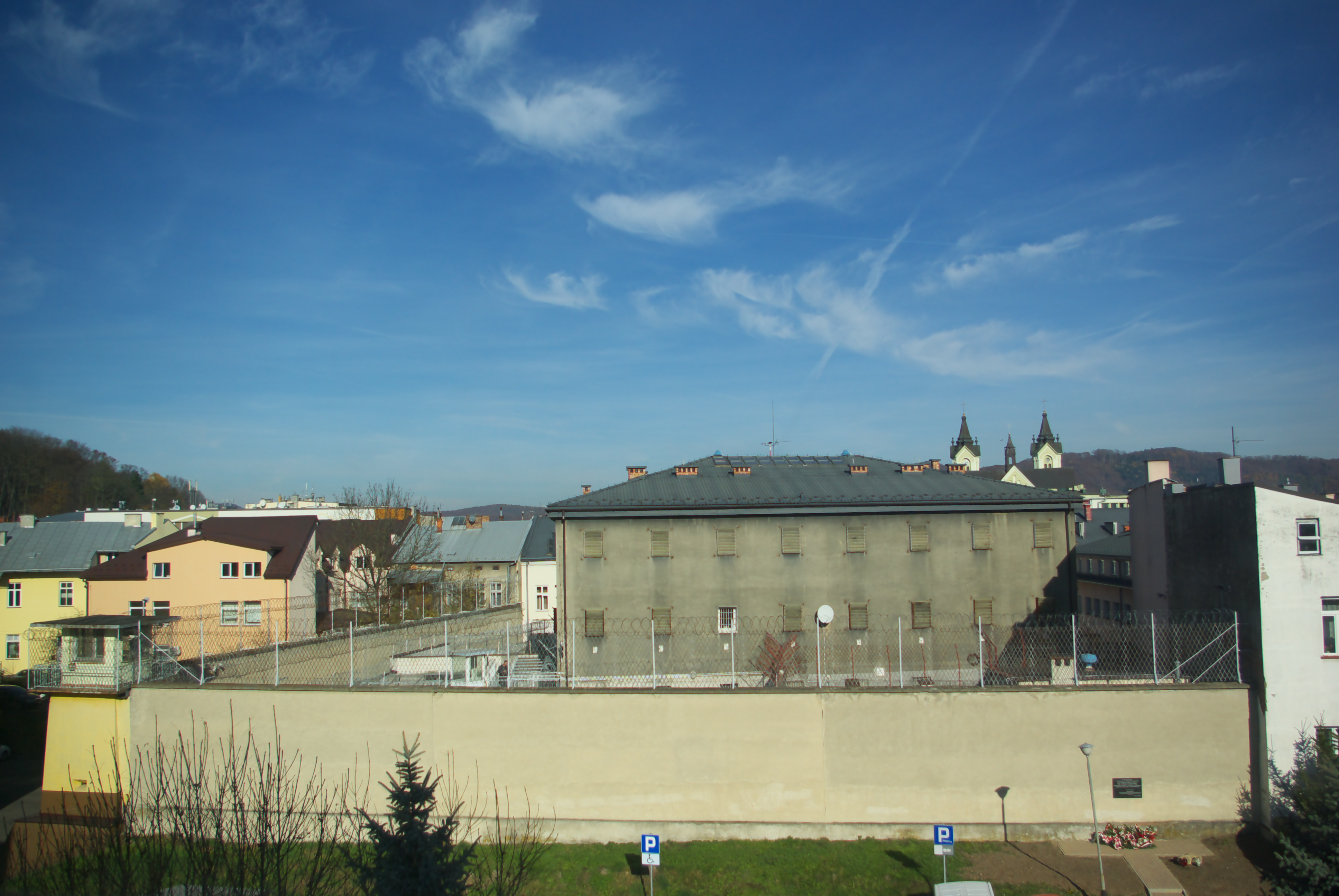
Byłe więzienie w Sanoku – miejsce nieudanej akcji uwolnienia Władysława Szelki

Wspierał przygotowanie akcji dywersyjnej w Mokrem, w której żołnierze (w tym m.in. „Alik”) 17 czerwca 1944 dokonali ataku na posterunek Werkschutzu i zniszczenia elektrowni przy kopalni ropy naftowej. Po jej przeprowadzeniu Niemcy prowadzili obławę (akcję zaporową). Ponadto, w tym samym miesiącu AK-owcy podlegli Władysławowi Pruchniakowi ps. „Ireneusz” dokonali egzekucji sołtysa Niebieszczan i jednocześnie konfidenta gestapo, Józefa Kiełbasy, o czym nie powiadomiono zawczasu Szelkę, zaś to jego jako wykonawcę zamachu wskazał już śmiertelnie ranny skazaniec. Mimo zalecenia opuszczenia Niebieszczan, wydanego przez dowódcę obwodu tj. Adama Winogrodzkiego ps. „Korwin”, Szelka pozostał na terenie wsi, a w razie najścia Niemców ostrzegany ukrywał się. W dniu 19 czerwca przebywał przed swoim domem, a zaalarmowany o tym, że nadchodzi 5-osobowy patrol (2 Niemców, 2 Ukraińców i Polak), usiłował podjąć ucieczkę do lasu i otworzył ogień. Trafiony sześciokrotnie w nogi został pojmany. Po pobieżnym opatrzeniu ran w dworze Morawski, przewieziono go pojazdem do Sanoka i osadzono w tamtejszym więzieniu (w tamtejszej ewidencji określony jako rolnik). Aresztowana wtedy została także jego żona Zofia, którą zwolniono 26 czerwca. 
W dniu 28 czerwca wykonano wyrok na osobie, która rzekomo uprzednio zadenuncjowała Szelkę (Aleksander B.). Władysław Szelka otrzymał zarzuty wykonywania wyroków na konfidentach, organizowanie sabotażu i dywersji. Został wtrącony do pojedynczej celi nr 4 tzw. „ciemnicy”. Prowizorycznej pomocy medycznej udzielali mu jedynie pracujący w więzieniu przodownik Kazimierz Nowakowski i Nestor Kiszka ps. „Neron”. Po aresztowaniu dowódcy placówki w Niebieszczanach komendę objął dotychczasowy zastępca, Jerzy Jasiński ps. „Kadłubek”.
Decyzją komendy obwodu AK przygotowano akcję odbicia go z więzienia. W nocy 20/21 lipca 1944 konspiratorzy pod dowództwem Władysława Szechyńskiego ps. „Kruk” (w akcji uczestniczyli m.in. Władysław Pruchniak ps. „Ireneusz”, Zdzisław Stropek ps. „Ścisły” oraz żołnierze oddziału Józefa Czuchry ps. „Orski”) dokonali przejścia po drabinie przez mur okalający obszar więzienia i znaleźli się na terenie spacerowym. Przebywający w więzieniu współpracujący z AK strażnicy więzienni (zaprzysiężeni do polskiej działalności podziemnej Nestor Kiszka ps. „Neron” i Piotr Dudycz ps. „Cezar”) imitując świętowanie urodzin Dudycza mieli uśpić pozostałych rzekomym alkoholem, a w rzeczywistości specyfikiem przygotowanym uprzednio przez sanockiego farmaceutę i członka AK, Stanisława Kawskiego ps. „Skrzypek” (według innej wersji środki nasenne oraz truciznę do unieszkodliwienia psów przekazał Władysław Skałkowski ps. „Dąb”). Według relacji „Ireneusza” datę akcji wyznaczono na 24 lub 27 czerwca, aczkolwiek ustalenia A. Szelki wykluczają tak wczesne podjęcie działań i bardziej prawdopodobny jest okres połowy lipca. Ostatecznie cały plan nie powiódł się (jeden ze strażników Nowakowski nie wziął udział w zainscenizowanej imprezie, zaś Dudycz nie dokonał wygaszenia oświetlenia dziedzińca więziennego oraz odcięcia łączności, nie wprowadzono do budynku oczekujących AK-owców), a przybyli i przygotowani do wkroczenia konspiratorzy postanowili wycofać się.
W determinacji do uwolnienia Szelki przełożeni zobowiązali Nestora Kiszkę do wyprowadzenia osadzonego z gmachu więzienia. Ten, po otrzymaniu gwarancji bezpieczeństwa dla swojej rodziny, zgodził się. Według planu miał on przewieźć Szelkę rowerem do Stanisława Słoneckiego w Jurowcach. Gdy Kiszka pojawił się w pracy na nocną zmianę 22 lipca 1944, dostrzegł, że Władysław Szelka, pozostający z ranami jeszcze z czasu zatrzymania, został wyprowadzony przez gestapowców, po czym wraz z innym więźniem (był nim aresztowany 13 lipca Paul wzgl. Paweł Aleksiejewicz Karpenko, ur. 1921, spadochroniarz-desantowiec sowiecki, jeniec) wywieziony samochodem. Pojazd wyjechał z więzienia kierując się ul. Jagiellońską w dół obok terenu Okopiska. Potwierdził to Kiszka, który udał się rowerem za wyjeżdżającym wraz z więźniami pojazdem. Nie zauważył już jednak czy dalej transport udał się prosto w stronę Zagórza czy skręcił w lewo w stronę Olchowiec. Później miał jednak otrzymać potwierdzenie od osoby, która miała rozpoznać ciało Szelki grzebane w Olchowcach. Natomiast małżonka zaginionego dwa dni później dotarła do świeżego kopca na przedmieściach Zagórza, gdzie mieli zostać pochowani dwaj złodzieje papierosów.
Według Kazimierza Nowakowskiego trzej gestapowcy zabierając trzy łopaty wywieźli limuzyną Szelkę skutego za ręci i nogi, po czym wrócili z pobrudzonymi narzędziami i zakrwawionymi kajdankami. Według niego Szelka mógł zostać wywieziony do lasku w Zahutyniu.
W powojennych opracowaniach i relacjach uznawano, że Władysław Szelka i Paul Karpenko zostali rozstrzelani w Olchowcach. Egzekucji miał dokonać gestapowiec Leo Humeniuk. Ciała Szelki nie odnaleziono. Podczas okupacji egzekucje w Olchowcach były w tym miejscu dokonywane w 1942, 1943, 1944. Według Andrzeja Szelki jego krewny Władysław Szelka poniósł śmierć w Olchowcach lub nieopodal Zagórza 22 lipca 1944 około godz. 22.

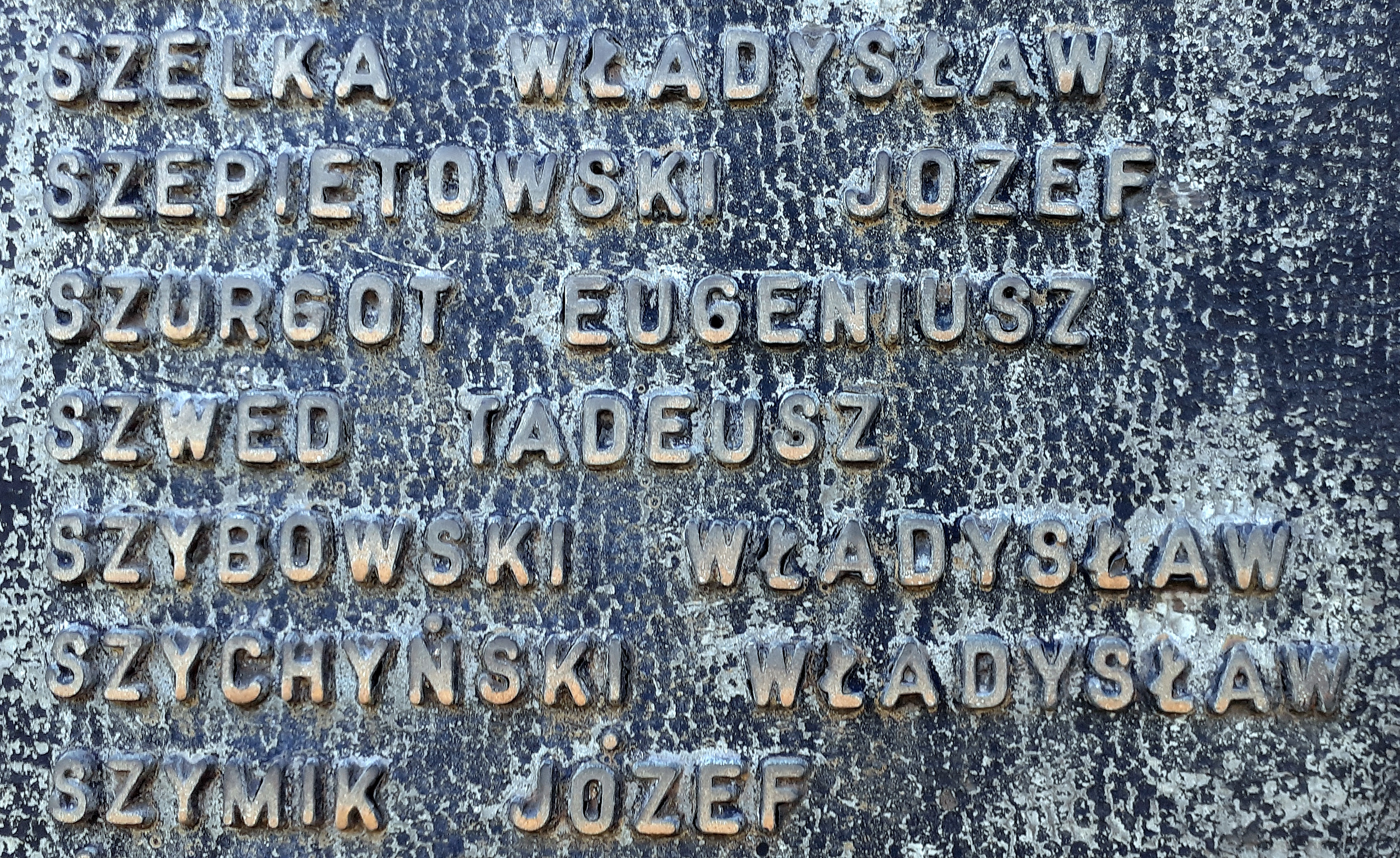
Upamiętnienie na Mauzoleum w Sanoku

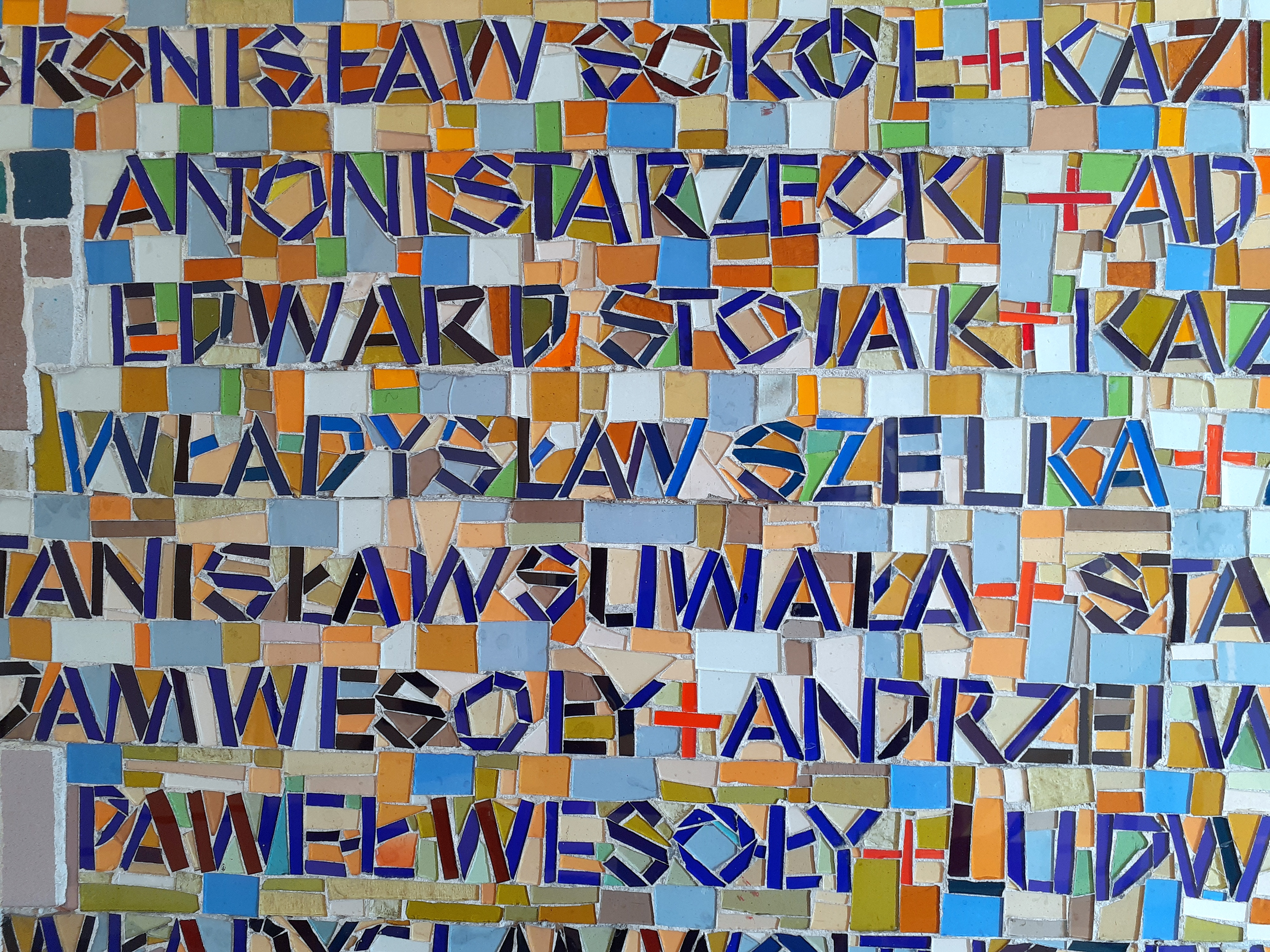
Upamiętnienie w kościele w Niebieszczanach

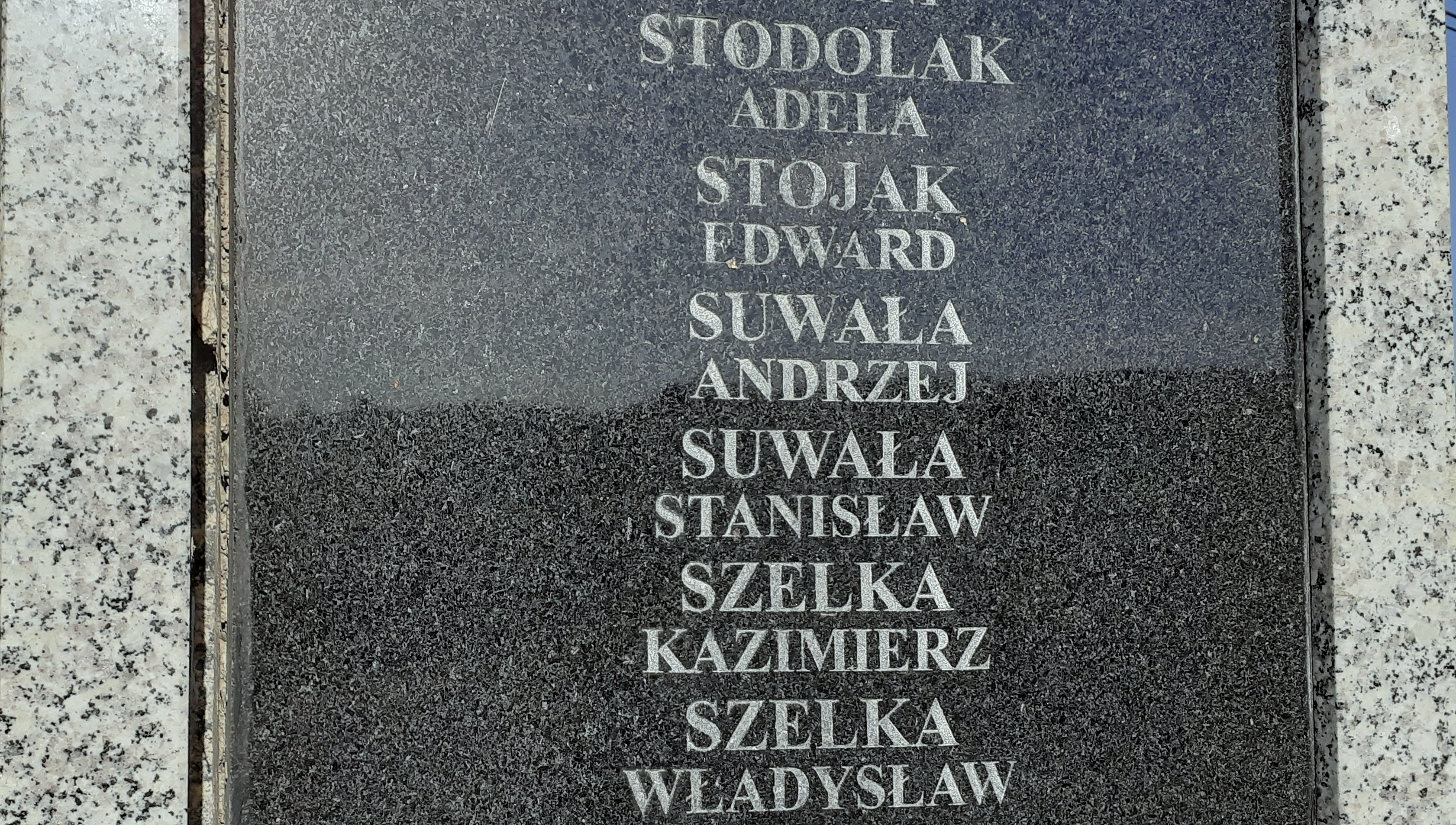
Fragment pomnika przy cmentarzu w Niebieszczanach

Tuż po wojnie wdowa po Władysławie Szelce złożyła wniosek do sądu o uznanie męża za zmarłego. W wyroku sąd uznał go zmarłego, a za datę śmierci przyjęto dzień 15 sierpnia 1944. W późniejszych latach Zofia Szelka nosiła nazwisko Miśkowicz.

## Upamiętnienie
Na wniosek Zofii Szelki Sąd Grodzki w Sanoku wszczął sprawę o stwierdzenie zgonu Władysława Szelki i 30 grudnia 1946 wydał postanowienie ustalając datę śmierci na 15 sierpnia 1944.
20 lipca 1975 został odsłonięty pomnik przy dawnej cerkwi Wniebowstąpienia Pańskiego w Olchowcach. W obszarze leśnym na miejscu pamięci został ustanowiony krzyż pamiątkowy.
Władysław Szelka został pośmiertnie odznaczony Krzyżem Armii Krajowej (nr 7214, postanowienie z 29 stycznia 1970) przez Kapitułę Światowego Związku Żołnierzy Armii Krajowej w Londynie (odznaczenie przekazano w marcu 1970 żołnierzom AK z Sanoka). Także w 1970 rodzina otrzymała wiadomość o jego pośmiertnym awanse na stopień podporucznika, o czym także zdecydowały władze emigracyjne. Został też odznaczony Srebrnym Krzyżem Zasługi z Mieczami (zaświadczenie Ministerstwa Obrony Narodowej MON z 14 maja 1974; nr DK-10108). Otrzymał też Krzyż Walecznych (postanowienie ww. MON z 16 maja 1974; nr DK-9940/W)
Za ukrywanie podczas wojny dr. Leona Pennera w dniu 18 kwietnia 1989 Władysław, Karol i Stefania Szelkowie zostali uhonorowani izraelskim odznaczeniem Sprawiedliwy wśród Narodów Świata (numer wyróżnienia Władysława: 41754). W 1991 w Łańcucie odznaczenia odebrał Karol Szelka. 
W 1962 Władysław Szelka został upamiętniony wśród innych osób wymienionych na jednej z tablic Mauzoleum Ofiar II Wojny Światowej na obecnym Cmentarzu Centralnym w Sanoku.
Ponadto został wymieniony w zbiorowym upamiętnieniu parafian z Niebieszczan poległych w latach 1939–1945, ustanowionym w kościele św. Mikołaja w Niebieszczanach (został tam też upamiętniony jego brat Kazimierz Szelka, który zginął w walkach z UPA).
W 2003 przy cmentarzu w rodzinnej wsi odsłonięto pomnik, na którym upamiętnieni zostali „parafianie w Niebieszczan, którzy zginęli w zawierusze wojennej w latach 1939-1947”, a wśród nich wymieniono Władysława i Kazimierza Szelków.